# Green Lake (Cariboo)
Der Green Lake (englisch für „grüner See“) ist ein See in der kanadischen Provinz British Columbia.

## Lage
Der See befindet sich nordöstlich von 70 Mile House am Highway 97 und südlich von Lone Butte am Highway 24. Er liegt an der Grenze der Regionaldistrikte Cariboo und Thompson-Nicola. Er liegt ferner auf halbem Weg zwischen Vancouver und Prince George. Williams Lake und Kamloops sind die nächsten Städte.  
Der Green Lake ist etwa 18,9 km lang, bis zu 1,9 km breit und liegt auf einer Höhe von 1069 m über NN. Der 347 ha große nach ihm benannte Green Lake Provincal Park erstreckt sich über mehrere Uferabschnitte und Inseln des Sees. Mit seinem türkisfarbigen Wasser ist er ein beliebter Erholungsort mit vielen Wassersportmöglichkeiten. Es bestehen 18 öffentliche Zugänge zum See.